# Хансен-Орёэн, Исак
Исак Хансен-Орёэн (норв. Isak Hansen-Aarøen; родился 22 августа 2004) — норвежский футболист, полузащитник немецкого клуба «Вердер».

## Клубная карьера
Воспитанник футбольной академии клуба «Тромсё». 6 июля 2020 года дебютировал в основном составе «Тромсё» в матче Первого дивизиона Норвегии против «Конгсвингера», в возрасте 15 лет и 323 дней став самым молодым игроком в истории клуба.
В августе 2020 года присоединился к футбольной академии «Манчестер Юнайтед». 29 сентября 2020 года дебютировал за молодёжную команду «Юнайтед» в матче Трофея Английской футбольной лиги против «Рочдейла». 27 августа 2021 года подписал свой первый профессиональный контракт с «Манчестер Юнайтед». Несмотря на это, в основном составе «Юнайтед» он так и не сыграл.
1 февраля 2024 года перешёл в немецкий клуб «Вердер». 30 марта 2023 года дебютировал в основном составе «Вердера», выйдя на замену в матче Бундеслиги против «Вольфсбурга».

## Карьера в сборной
Выступал за сборные Норвегии до 15, до 16, до 18, до 19 лет и до 21 года.